# You Me at Six
You Me at Six er et britisk rockband fra Weybridge i Surrey, dannet i 2004.
Deres musik er i genren for alternativ rock over mod pop-punk. Bandet består af Josh Franceschi (forsanger), Max Helyer (rytmeguitar), Matt Barnes (bas), Dan Flint (trommer) og Chris Miller (lead guitar).

## Diskografi
| År   | Titel                                                          | UK Album | UK klassifikation |
| ---- | -------------------------------------------------------------- | -------- | ----------------- |
| 2008 | Take Off Your Colours - Slam Dunk - Udgivelse: 6. oktober 2008 | 25       | Guld              |
| 2010 | Hold Me Down - Virgin - Udgivelse: 11. januar 2010             | 5        | Guld              |
| 2011 | Sinners Never Sleep - Virgin - Udgivelse: 3. oktober 2011      | 3        | Sølv              |